# 疋部
疋部（しょぶ）は、漢字を部首により分類したグループの一つ。
康熙字典214部首では103番目に置かれる（5画の9番目、午集の9番目）。

## 概要
疋部には「疋」を筆画の一部として持つ漢字を分類している。
単独の「疋」字は膝から下の脚を意味する。字源としては、脚の形を象る象形文字である。
また「匹」の形が変化して「疋」と書かれることもある。日本ではヒキという音でお金の単位（一疋 = 十文）を表した。
また「夏」の形が変化して「疋」と書かれ、「雅」の代わりに使われることがある。
偏になるときは「疎」のように「𤴔」の形に変形し、また日常外の漢字の例となるが「𤴕・疌・𭼁・𤴡」のように「𤴓・龰」等の形に変形する場合もある。

## 部首の通称
- 日本：ひき・ひきへん
  - 「匹」に通じ、その慣用音からと考えられる。日本的な用法としてお金の単位として使われた。
- 韓国：발소부（bal so bu、あしの疋部）・짝필부（jjak pil bu、ひきの疋部）
- 英米：Radical bolt of cloth（「匹」に通じ、「匹」が漢代、織物の長さの単位として使われたことから）

## 部首字
疋
- 中古音
  - 広韻 - 1.所葅切、魚韻、平声 / 2.五下切、馬韻、上声 / 3.譬吉切、質韻、入声
  - 詩韻 - 1.魚韻、平声 / 2.馬韻、上声 / 3.質韻、入声
  - 三十六字母 - 1.審母二等 / 2.疑母 / 3.滂母
- 現代音
  - 普通話 - 1.ピンイン：shū 注音：ㄕㄨ ウェード式：shu1 2.ピンイン：yǎ 注音：ㄧㄚˇ ウェード式：ya3 / 3.ピンイン：pǐ 注音：ㄆㄧˇ ウェード式：p'i3
  - 広東語 - 1.Jyutping:so1 イェール式:so1 / 2.Jyutping:ngaa5 イェール式:nga5  / 3.Jyutping:pat1 イェール式:pat1
- 日本語 - 1.音：ショ（漢音）・ソ（呉音） / 2.ガ（漢音）・ゲ（呉音）/ 3.音：ヒツ（漢音）・ヒキ（慣用音）
- 朝鮮語 - 1.音：소(so) 訓：발(bal、あし) / 2.音：아(a) 訓：바를(bareul、ただしい / 3.音：필(pil) 訓：짝（jjak、ひき（動物を数える助数詞））

## 例字
- 疋
- 疏・疎・疑